# Ana Pauwels de Madrid
Ana Pauwels de Madrid fue una tenista argentina que estuvo entre las mejores diez de su país entre 1933 y 1941 inclusive.Su mejor posición fue segunda en 1936.
Fue finalista en una oportunidad del Campeonato del Río de la Plata, en la edición de 1936, en la que perdió contra Leonilda Giusti por 6-2 y 7-5.
En la modalidad de dobles femenino del mismo torneo, fue finalista en tres ediciones y ganó una de ellas:
- En 1934, junto a Leonilda Giusti perdieron la final contra la dupla conformada por Lía Duffy y Delia Balli de Caimi Garmendia por 6-4 y 10-8.[3]
- En 1936, junto a Leonilda Giusti derrotaron en la final a Marta Balparda y Delia Caimi Garmendia por 10-8, 5-7 y 7-5.[3]
- En 1937, junto a Leonilda Giusti perdieron la final contra la dupla conformada por María Elena Bushell y Denise Rutherford de Zappa por 6-3, 3-6 y 6-0.[3]

En cuanto a los dobles mixtos del mismo torneo, fue finalista en dos oportunidades y en ambas ocasiones fue derrotada:
- En 1936, junto a Augusto Zappa perdieron la final contra la dupla conformada por Felisa Piédrola y Alejo Russell por 6-3, 2-6 y 6-4.[3]
- En 1937, junto a Lucilo del Castillo perdieron la final contra la dupla conformada por Denise Rutherford de Zappa y Adriano Zappa por  6-2 y 6-1.[3]